# G.I. Gurdjieff: Sacred Hymns
G.I. Gurdjieff: Sacred Hymns från 1980 är ett album med musik skriven av George Gurdjieff och framförd av pianisten Keith Jarrett . Albumet spelades in i mars 1980 på Tonstudio Bauer i Ludwigsburg, Västtyskland.

## Låtlista
All musik är komponerad av George Ivanovich Gurdjieff. Transkriptionerna till piano är gjorda av Thomas De Hartmann.
1. Reading of Sacred Books – 8:19
2. Prayer and Despair – 3:50
3. Religious Ceremony – 4:07
4. Hymn – 2:45
5. Orthodox Hymn from Asia Minor – 3:04
6. Hymn for Good Friday – 1:35
7. Hymn – 2:30
8. Hymn for Easter Thursday – 3:26
9. Hymn to the Endless Creator – 2:04
10. Hymn from a Great Temple – 4:30
11. The Story of the Resurrection of Christ – 1:37
12. Holy Affirming – Holy Denying – Holy Reconciling – 4:14
13. Easter Night Procession – 2:54
14. Easter Hymn – 5:49
15. Meditation – 1:42

## Medverkande
- Keith Jarrett – piano